# Hilda Henze
Hilda Josefina Henze (tidigare Eidhagen), född 13 september 1985 i Stockholm, är en svensk sångerska och röstskådespelerska.

## Biografi
Hilda Henze växte upp i Sundbyberg och var tidigt intresserad av sång, musikal, teater och dans.
2005 medverkade hon i sångtävlingen Idol på TV4, där hon var en av de 24 som tog sig till kvalveckan.
Hilda gick mellan 2005 och 2007 Kulturamas musikalutbildning och yrkesutbildning för jazz-, pop-, rock- och soulartister.
År 2007 gav hon ut skivan to be continued... under namnet Hilda. Samma år fick hon sin första roll som röstskådespelerska och har sedan dess haft ett stort antal dubbroller. Hon har senare utbildat sig till sjuksköterska och har arbetat på BVC. Nu arbetar hon på heltid som frilansande sångerska, röstskådespelare och speaker.

## Filmografi i urval
- 2005–2008 – Zack & Codys ljuva hotelliv (TV-serie) (röst till London Tipton)
- 2007 – Jump In! (röst till Mary Thomas)
- 2008 – Speed Racer (röst till Horuko Togokahn)
- 2008 – Den lilla sjöjungfrun – Sagan om Ariel (röst till Andrina)
- 2008 – Barbie och diamantslottet (röst)
- 2008 – Tingeling (röst till Vinka)
- 2008–2011 – Det ljuva havslivet (TV-serie) (röst till London Tipton)
- 2008 – Barbie i en julsaga (röst till Catherine och Nikki)
- 2009 – Tingeling och den förlorade skatten (röst till Vinka)
- 2009 – Ben 10: Alien Swarm (röst till Elena Validus)
- 2010 – Barbie i en sjöjungfrusaga (röst)
- 2010 – Tingeling och älvornas hemlighet (röst till Vinka)
- 2010 – Barbie: Ett modeäventyr (röst)
- 2011 – Bubble Guppies (TV-serie) (röst till Molly)
- 2011 – Barbie: Älvornas Hemlighet (röst)
- 2011 – Barbie: Prinsessakademin (röst)
- 2011 – The Suite Life Movie (röst till London Tipton)
- 2012 – Barbie i en sjöjungfrusaga 2 (röst)
- 2012–2015 – Barbie: Life in the Dreamhouse (TV-serie) (röst till Blissa och Raquelle)
- 2012 – Tingeling - Vingarnas hemlighet (röst till Vinka)
- 2013 – Barbie och de rosa balettskorna (röst)
- 2014 – Tingeling och piratfen (röst till Vinka)
- 2014 – Stand by Me Doraemon (röst till Doraemon)
- 2014 – Tingeling - Legenden om önskedjuret (röst till Vinka)
- 2016 – Zootropolis (röst till Judy Hopps)
- 2017–2020 – Top Wing (TV-serie) (röst)
- 2021 – Encanto (röst till Dolores Madrigal)
- 2022 – Sonic the Hedgehog 2 (röst till Maddie Wachowski)

### Övrigt
I den första svenska trailern till Trassel är det Hilda Henze som gör rösten till Rapunzel.